# Marché antillais des bananes
 (mars 2019).
Si vous disposez d'ouvrages ou d'articles de référence ou si vous connaissez des sites web de qualité traitant du thème abordé ici, merci de compléter l'article en donnant les références utiles à sa vérifiabilité et en les liant à la section « Notes et références ».
La banane est le fruit préféré non seulement des Français de métropole et des DOM TOM, mais l'un des fruits les plus consommés dans le monde. Elle constitue une des bases de l’alimentation antillaise et est appelée à ce titre « pomme de terre des Antilles » par certains autochtones. Avec le rhum, la goyave et le poulet boucané, elle est caractéristique de la cuisine des Antilles et des Caraïbes. La banane est aussi utilisée dans l'industrie pharmaceutique.
Les Antilles se sont spécialisées dans la culture de bananes dessert et plantain qui sont les variétés les plus connues.  

## Commerce des bananes
La production de bananes est un des piliers de l’économie des Antilles. En effet, ce secteur emploie plus de 10 000 personnes et est donc le plus gros employeur de la région. 270 000 tonnes de bananes sont exportées chaque année des territoires antillais en direction de la métropole, soit environ 5 000 tonnes par semaine. 40 % des bananes vendues sur le marché français proviennent des Antilles françaises.
420 producteurs sont dénombrés en Martinique. Les producteurs martiniquais et guadeloupéens se sont associés afin d'augmenter leurs parts de marché, sous le nom de UGPBAN.

## Aléas de production
Cependant le marché des bananes reste un marché fragile, la banane demeurant un produit sensible aux aléas climatiques. Des ouragans relativement fréquents dans la région[Combien ?] détruisent les plantations et peuvent faire plonger les Antilles dans une crise économique comme en 2017 à la suite de l'ouragan Maria[réf. nécessaire].
Néanmoins, ces catastrophes naturelles ont permis aux agriculteurs de réaliser une transition de parcelles intensives à des parcelles plus éco-responsables. Cette production plus respectueuse de l’environnement bannit les produits phytosanitaires nocifs et privilégie l'utilisation d'alternatives moins toxiques. Cela a permis d'augmenter la qualité et le prix de vente du produit [réf. nécessaire]. 
De plus, les plantations de bananes doivent aussi faire face à une urbanisation de plus en plus importante. 

## Usage de produits phytosanitaires
D'après plusieurs études[Lesquelles ?] et tests sur les terres[réf. nécessaire], les produits chimiques appauvrissent les sols et diminuent les nutriments contenus dans les fruits, leur utilisation a donc été réduite de 65% depuis 2008. L’entrée en vigueur de nombreuses lois a favorisé cette diminution, telle que l’acceptation du troisième plan Chlordécone durant l'été 2015 ou encore la mise en conformité de certaines exploitations avec la loi Grenelles II.